# 云溪乡 (衢州市)
云溪乡，是中国浙江省衢州市衢江区所辖的一个乡。 

## 下辖行政区
下辖：
胡山村、章戴街村、西垅村、棠陵邵村、竹蓬头村、思源村、希望新村、云溪村、清源村、世和村、滨江村、孟姜村、蒋村、锦桥村、砗塘村、富西村和勃垅村。